# Centre des monuments nationaux
Pour les articles homonymes, voir Monument national et CMN.
Le centre des monuments nationaux (CMN) est un établissement public à caractère administratif français placé sous tutelle du ministère de la Culture.
Il gère, anime et ouvre à la visite près de 100 monuments nationaux, propriétés de l'État. Sa carte annuelle « Passion Monuments » permet un accès illimité à plus de 80 monuments.

## Origines et histoire
Le centre des monuments nationaux a succédé à des établissements publics portant des noms différents, mais dont les missions étaient voisines sinon similaires.
La loi du 10 juillet 1914 crée ainsi une Caisse nationale des monuments historiques et préhistoriques qui a pour but de réunir des fonds destinés à acquérir des monuments historiques ou des immeubles en instance de classement, et à financer les travaux de restauration et d'entretien de tels monuments ou immeubles.
La loi du 2 mai 1930 confère à cet établissement public le nom de Caisse nationale des monuments historiques, préhistoriques et naturels et des sites. La loi étend en effet aux sites les dispositions de la loi du 31 décembre 1913 sur les monuments historiques.
En 1965, les décrets nos 65-515 et 65-516 du 30 juin donnent à l'établissement un nouveau statut et un nouveau nom de Caisse nationale des monuments historiques et des sites (CNMHS).
Finalement, le décret no 2000-357 du 21 avril 2000 crée à la place de cette caisse l'actuel Centre des monuments nationaux.

## Missions

### Mise en valeur
Le centre des monuments nationaux (CMN) a pour missions de mettre en valeur le patrimoine qui lui est confié, d'en développer l'accessibilité au plus grand nombre et d'assurer la qualité de l'accueil. Avec près de 200 manifestations par an, il favorise la participation des monuments nationaux à la vie culturelle et au développement du tourisme, et ceci, en concertation avec les directions régionales des Affaires culturelles, les collectivités territoriales et les réseaux d'institutions culturelles.
L'établissement public a pour mission de mettre en valeur et d'ouvrir au public les monuments nationaux, mais également depuis 2007 de les restaurer et de les entretenir pour leur transmission aux générations futures. À l'origine, les travaux de conservation étaient assurés par les services régionaux du ministère de la Culture et de la Communication, le CMN réalisant pour sa part les travaux d’aménagement nécessaires à l’accueil des visiteurs. Désormais l’ensemble de ces travaux est programmé et suivi par un service unique, la direction de la maîtrise d’ouvrage du CMN, créée le 1er juin 2009.

### Gestion
Depuis 2007, il est investi d'une nouvelle mission de conservation, de restauration et d'entretien des monuments qu'il gère.
Le centre des monuments nationaux compte 1500 agents au service du public, son budget annuel est, en 2008, de 110 millions d'euros, alimenté par ses propres ressources (billetterie, locations, recettes commerciales et éditoriales, ressources en mécénat) et par une subvention du ministère de la culture.
Les monuments qui lui sont confiés ont accueilli plus de 10 millions de visiteurs en 2022.

### Édition
Le centre des monuments nationaux assure également une mission d'éditeur public sous la marque Monum puis Éditions du patrimoine. Il contribue ainsi à la connaissance et à la promotion du patrimoine par l'édition de guides de visite, de beaux-livres — ouvrages photographiques et ouvrages de vulgarisation —, de monographies d'architectes ou d'édifices, de textes théoriques, techniques ou scientifiques, de livres pour enfants, d'ouvrages pour déficients visuels ou auditifs.

#### Revues éditées
- Monuments historiques (de 1936 à 1996),
- Monumental (depuis décembre 1992).

## Organisation
Le centre des monuments nationaux est désormais régi par l'article L. 141-1 du Code du patrimoine et le décret 95-462 du 26 avril 1995 modifié.
Il est dirigé par un président nommé par décret et assisté d'un directeur général. Il dispose d'un conseil d'administration. Philippe Bélaval a exercé la fonction de président de juin 2012 à janvier 2023, en remplacement d'Isabelle Lemesle (qui a démissionné le 4 juin 2012). La présidence par intérim est confiée à Delphine Samsoen, directrice générale de l'établissement. En mars 2023, Marie Lavandier, jusque-là directrice du Louvre-Lens, est choisie comme présidente, à compter du mois de mai.

## Liste des monuments nationaux

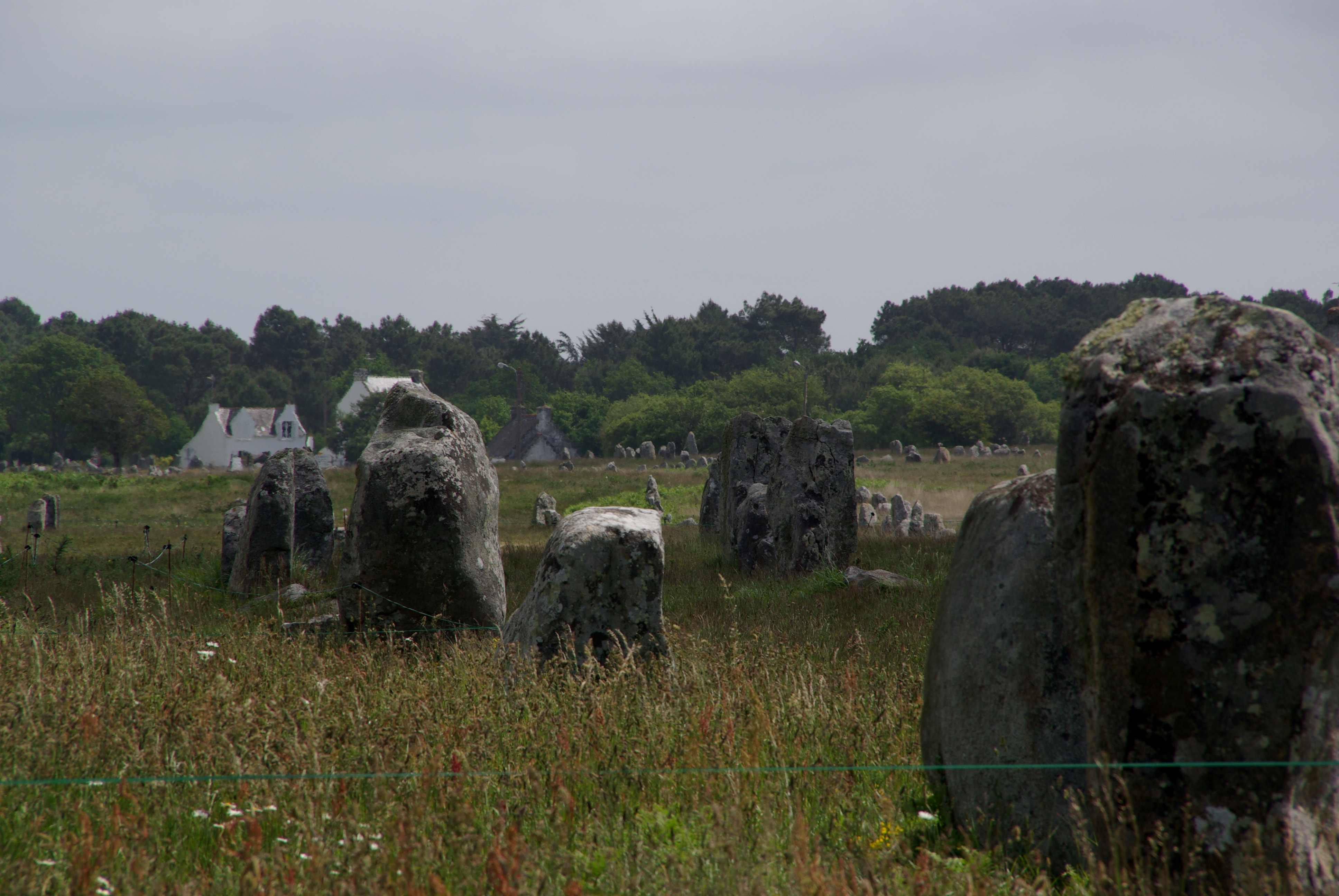
Sites mégalithiques de Carnac.

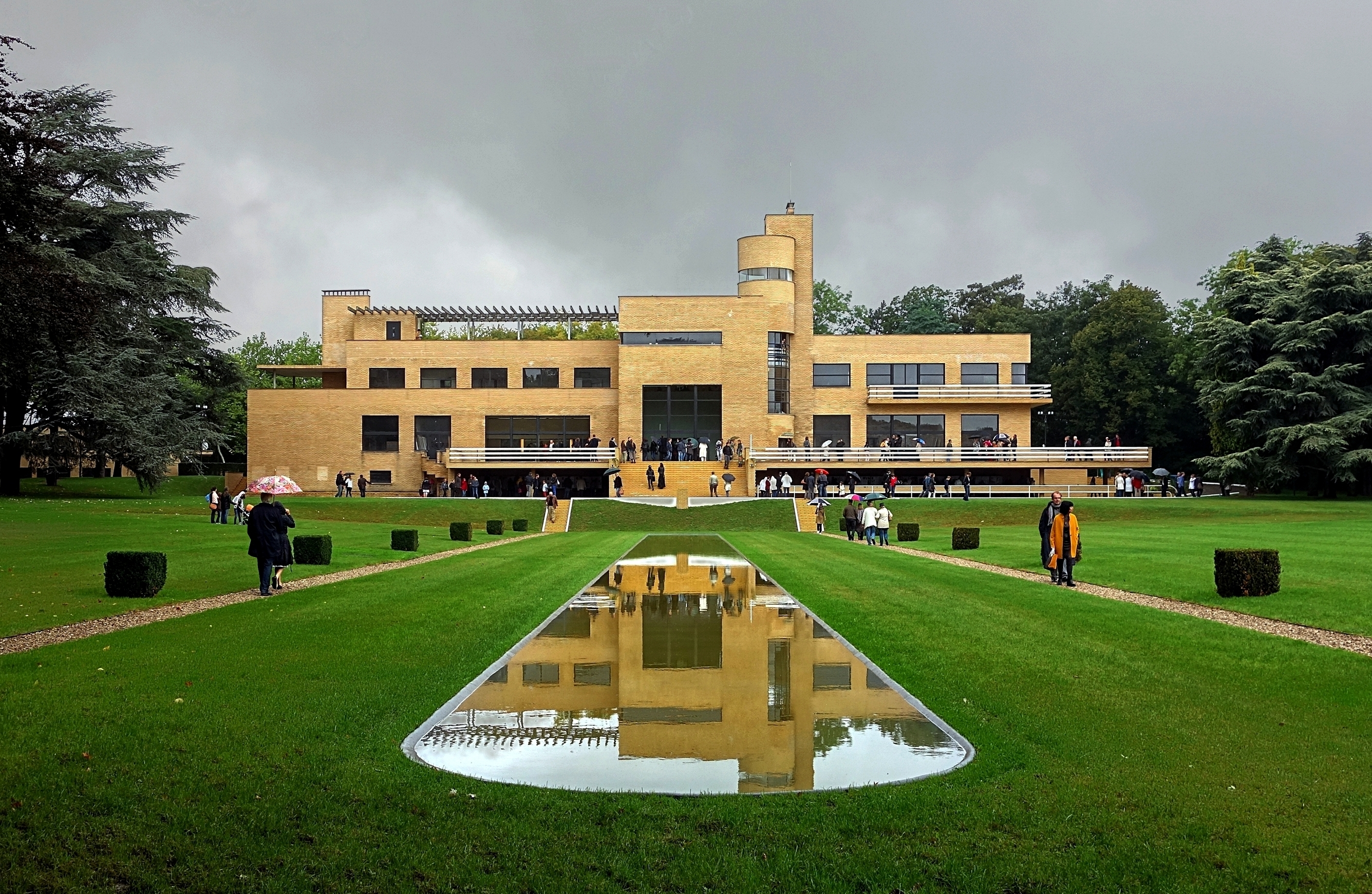
Villa Cavrois.

| \| Château d'Aulteribe Château de Chareil-Cintrat Château de Villeneuve-Lembron Château de Voltaire Cathédrale Notre-Dame du Puy-en-Velay Monastère royal de Brou Primatiale Saint-Jean de Lyon Abbaye de Cluny Cathédrale Saint-Jean de Besançon Chapelle des moines de Berzé-la-Ville Château de Bussy-Rabutin Alignements de Carnac Cairn de Barnenez Musée Ernest-Renan Site des mégalithes de Locmariaquer Cathédrale Notre-Dame de Chartres Château d'Azay-le-Rideau Château de Bouges Château de Châteaudun Château de Fougères-sur-Bièvre Château de Talcy Cloître de la Psalette Cathédrale Saint-Étienne de Bourges Domaine de George Sand Château d'Haroué Château de La Motte-Tilly Cathédrale Notre-Dame de Reims Colonne de la Grande Armée Château de Coucy Château de Pierrefonds Château de Villers-Cotterêts Cathédrale Notre-Dame d'Amiens Villa Cavrois Domaine national de Saint-Cloud Château de Champs-sur-Marne Château de Jossigny Villa Savoye Château de Rambouillet Cathédrale Notre-Dame de Paris Abbaye Notre-Dame du Bec Abbaye du Mont-Saint-Michel Château de Carrouges Abbaye Saint-Sauveur de Charroux Abbaye de La Sauve-Majeure Château de Cadillac Château d'Oiron Château de Puyguilhem Cathédrale Sainte-Marie de Bayonne Grotte de Pair-non-Pair Site antique de Sanxay Sites préhistoriques et grottes ornées de la vallée de la Vézère Fortifications de La Rochelle Tour Pey-Berland Villa gallo-romaine de Montcaret Abbaye de Beaulieu-en-Rouergue Cité de Carcassonne Château d'Assier Château de Castelnau-Bretenoux Château de Gramont Château de Montal Fort Saint-André Forteresse de Salses Oppidum d'Ensérune Villa gallo-romaine de Lassalles Remparts d'Aigues-Mortes Château d'Angers Maison de Georges Clemenceau Abbaye de Montmajour Abbaye du Thoronet Cap Moderne Cathédrale Saint-Léonce de Fréjus Château d'If Hôtel de Sade Glanum Monastère de Saorge Trophée des Alpes Villa Kérylos Fort du Mont-Dauphin Château de Chambord Château de Tarascon Fort de Brégançon \| Les sites gérés par le CMN (en bleu) et les anciens sites gérés (en violet). |
| Château d'Aulteribe Château de Chareil-Cintrat Château de Villeneuve-Lembron Château de Voltaire Cathédrale Notre-Dame du Puy-en-Velay Monastère royal de Brou Primatiale Saint-Jean de Lyon Abbaye de Cluny Cathédrale Saint-Jean de Besançon Chapelle des moines de Berzé-la-Ville Château de Bussy-Rabutin Alignements de Carnac Cairn de Barnenez Musée Ernest-Renan Site des mégalithes de Locmariaquer Cathédrale Notre-Dame de Chartres Château d'Azay-le-Rideau Château de Bouges Château de Châteaudun Château de Fougères-sur-Bièvre Château de Talcy Cloître de la Psalette Cathédrale Saint-Étienne de Bourges Domaine de George Sand Château d'Haroué Château de La Motte-Tilly Cathédrale Notre-Dame de Reims Colonne de la Grande Armée Château de Coucy Château de Pierrefonds Château de Villers-Cotterêts Cathédrale Notre-Dame d'Amiens Villa Cavrois Domaine national de Saint-Cloud Château de Champs-sur-Marne Château de Jossigny Villa Savoye Château de Rambouillet Cathédrale Notre-Dame de Paris Abbaye Notre-Dame du Bec Abbaye du Mont-Saint-Michel Château de Carrouges Abbaye Saint-Sauveur de Charroux Abbaye de La Sauve-Majeure Château de Cadillac Château d'Oiron Château de Puyguilhem Cathédrale Sainte-Marie de Bayonne Grotte de Pair-non-Pair Site antique de Sanxay Sites préhistoriques et grottes ornées de la vallée de la Vézère Fortifications de La Rochelle Tour Pey-Berland Villa gallo-romaine de Montcaret Abbaye de Beaulieu-en-Rouergue Cité de Carcassonne Château d'Assier Château de Castelnau-Bretenoux Château de Gramont Château de Montal Fort Saint-André Forteresse de Salses Oppidum d'Ensérune Villa gallo-romaine de Lassalles Remparts d'Aigues-Mortes Château d'Angers Maison de Georges Clemenceau Abbaye de Montmajour Abbaye du Thoronet Cap Moderne Cathédrale Saint-Léonce de Fréjus Château d'If Hôtel de Sade Glanum Monastère de Saorge Trophée des Alpes Villa Kérylos Fort du Mont-Dauphin Château de Chambord Château de Tarascon Fort de Brégançon                                                                                    |

Classement par région :
Auvergne-Rhône-Alpes
- Château d'AulteribeMonastère royal de Brou à Bourg-en-Bress
- Château de Chareil-Cintrat
- Château de Villeneuve-Lembron
- Château de Voltaire à Ferney

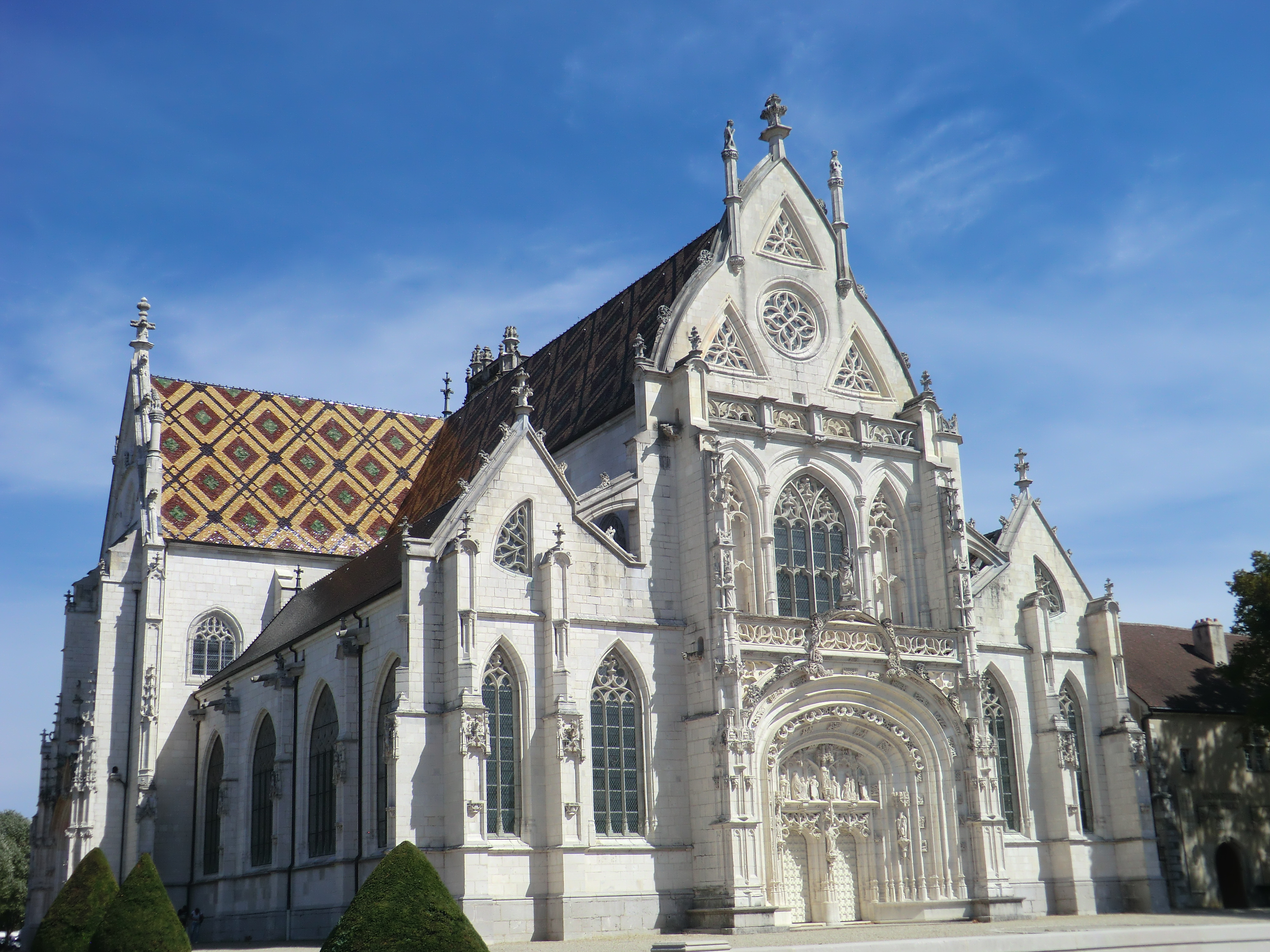
Monastère royal de Brou à Bourg-en-Bress

- Ensemble cathédral du Puy-en-Velay
- Monastère royal de Brou à Bourg-en-Bresse
- Trésor de la cathédrale de Lyon

Bourgogne-Franche-Comté
- Abbaye de Cluny
- Cathédrale de Besançon et son horloge astronomique
- Chapelle des moines de Berzé-la-Ville
- Château de Bussy-Rabutin

Bretagne
- Alignements de Carnac
- Cairn de Barnenez
- Maison d'Ernest Renan à Tréguier
- Site des mégalithes de Locmariaquer

Centre-Val de Loire
- Cathédrale et trésor de Chartres
- Cathédrale Saint-Étienne de Bourges.Château d'Azay-le-Rideau
- Château de Bouges

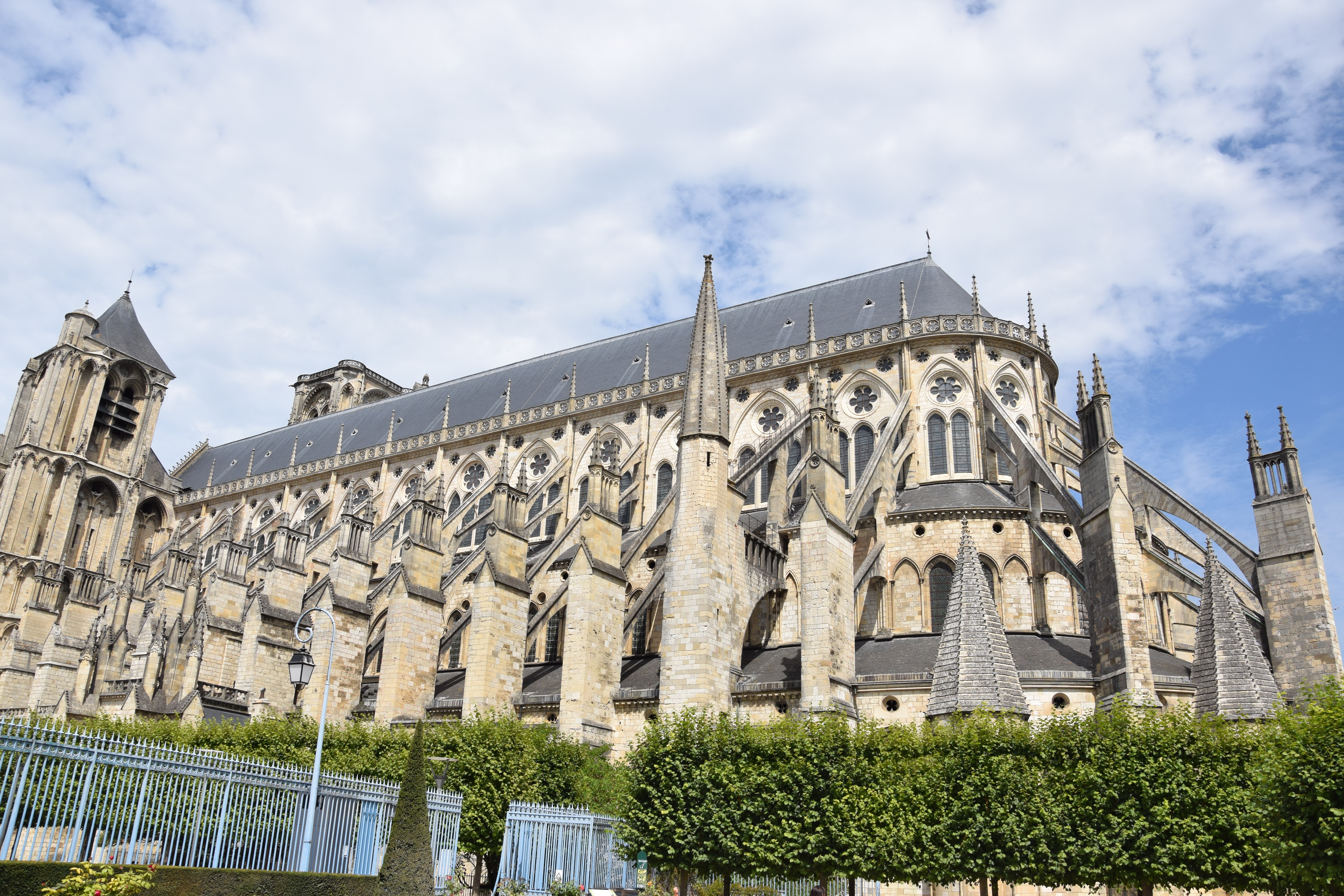
Cathédrale Saint-Étienne de Bourges.

- Château de Chambord (jusqu'en 2005)
- Château de Châteaudun
- Château de Fougères-sur-Bièvre
- Château de Talcy
- Cloître de la Psalette à Tours
- Crypte et tour de la cathédrale de Bourges
- Maison de George Sand à Nohant
- Palais Jacques Cœur

Grand Est
- Château d'Haroué
- Château de La Motte Tilly
- Palais du Tau à Reims
- Tours de la cathédrale de Reims

Hauts-de-France
- Villa Cavrois.Colonne de la Grande Armée à Wimille
- Villa Cavrois à Croix
- Château de Coucy
- Château de Pierrefonds
- Tours et trésor de la cathédrale d'Amiens
- Cité internationale de la langue française au château de Villers-Cotterêts (ouverte en 2023)

Île-de-France (en dehors de Paris)
- Basilique cathédrale de Saint-Denis
- Château de Champs
- Château et parc de Jossigny
- Château de Maisons-LaffitteChâteau de Vincennes.
- Château de Rambouillet
- Château de Vincennes
- Domaine national de Saint-Cloud
- Maison des Jardies à Sèvres
- Villa Savoye à Poissy

Paris
- Arc de triomphe de l'Étoile
- Chapelle expiatoire

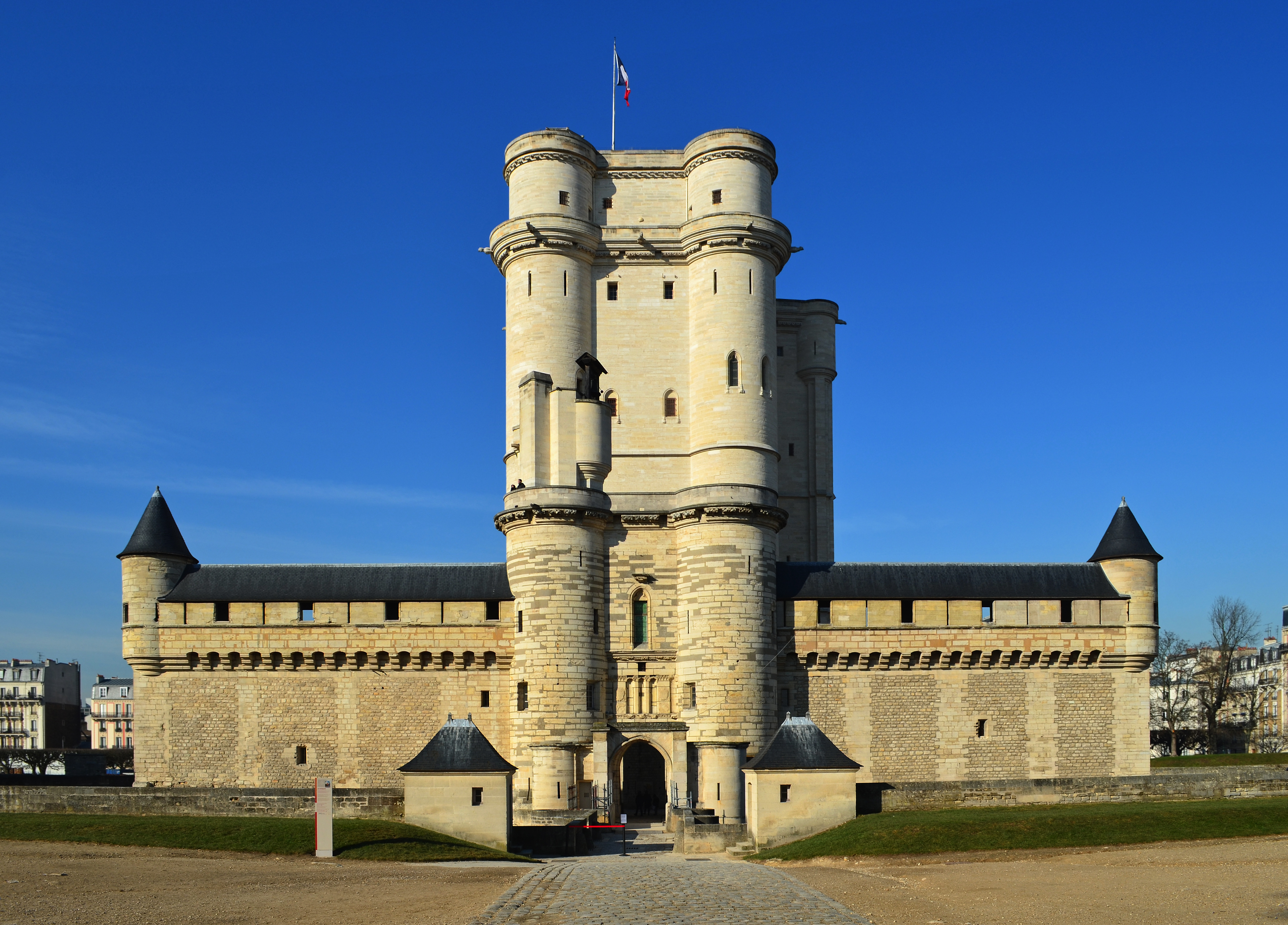
Château de Vincennes.

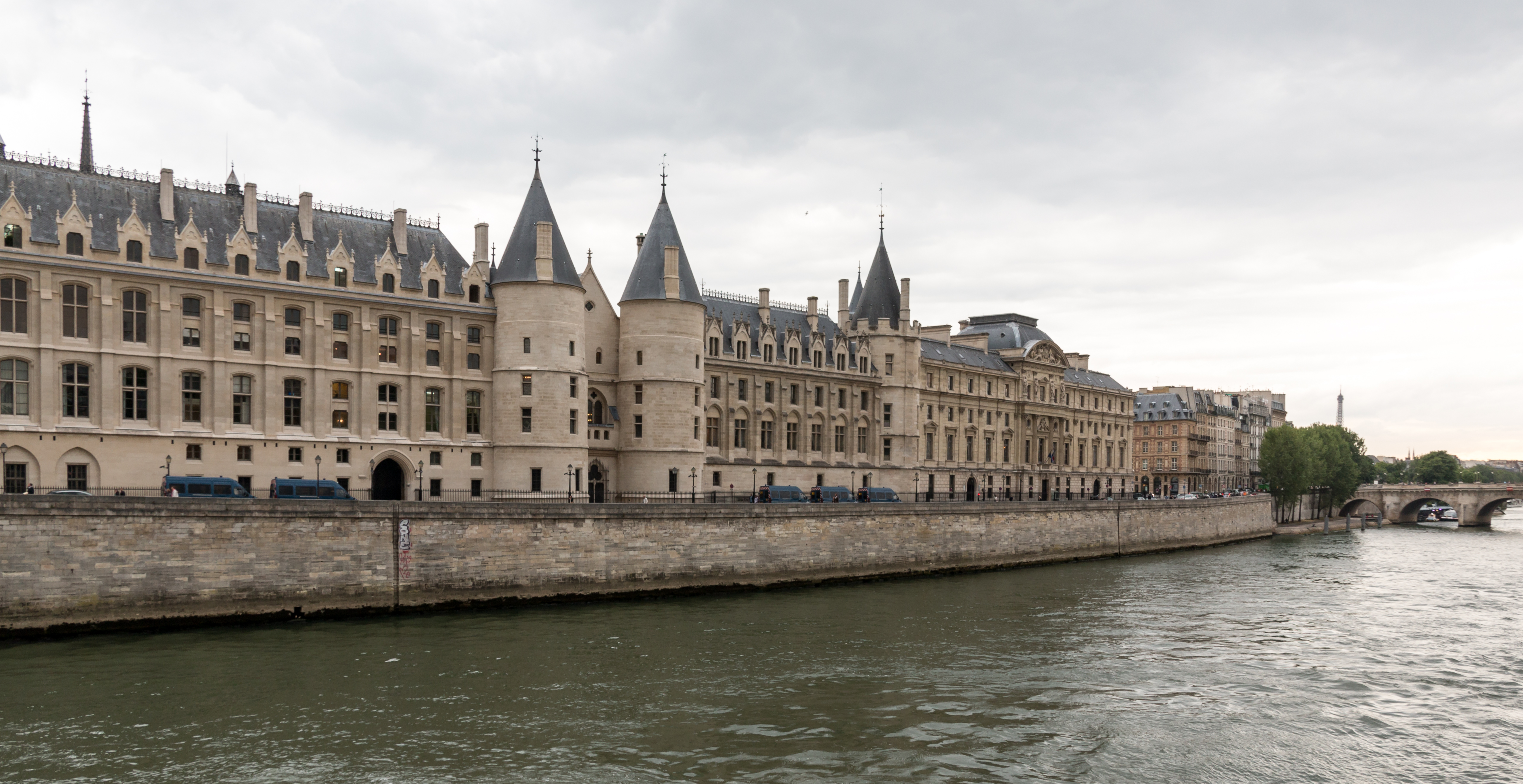
Conciergerie, palais de la Cité.

- Colonne de Juillet, place de la Bastille
- Conciergerie
- Domaine national du Palais-Royal
- Hôtel de la Marine
- Hôtel de Sully
- Panthéon
- Sainte-Chapelle
- Tours de la cathédrale Notre-Dame de Paris

Normandie
- Abbaye du Bec-Hellouin
- Abbaye du Mont-Saint-Michel
- Château de Carrouges

Nouvelle-Aquitaine
- Abbaye de Charroux
- Abbaye de La Sauve-Majeure
- Château ducal de Cadillac
- Château d'Oiron
- Château de Puyguilhem

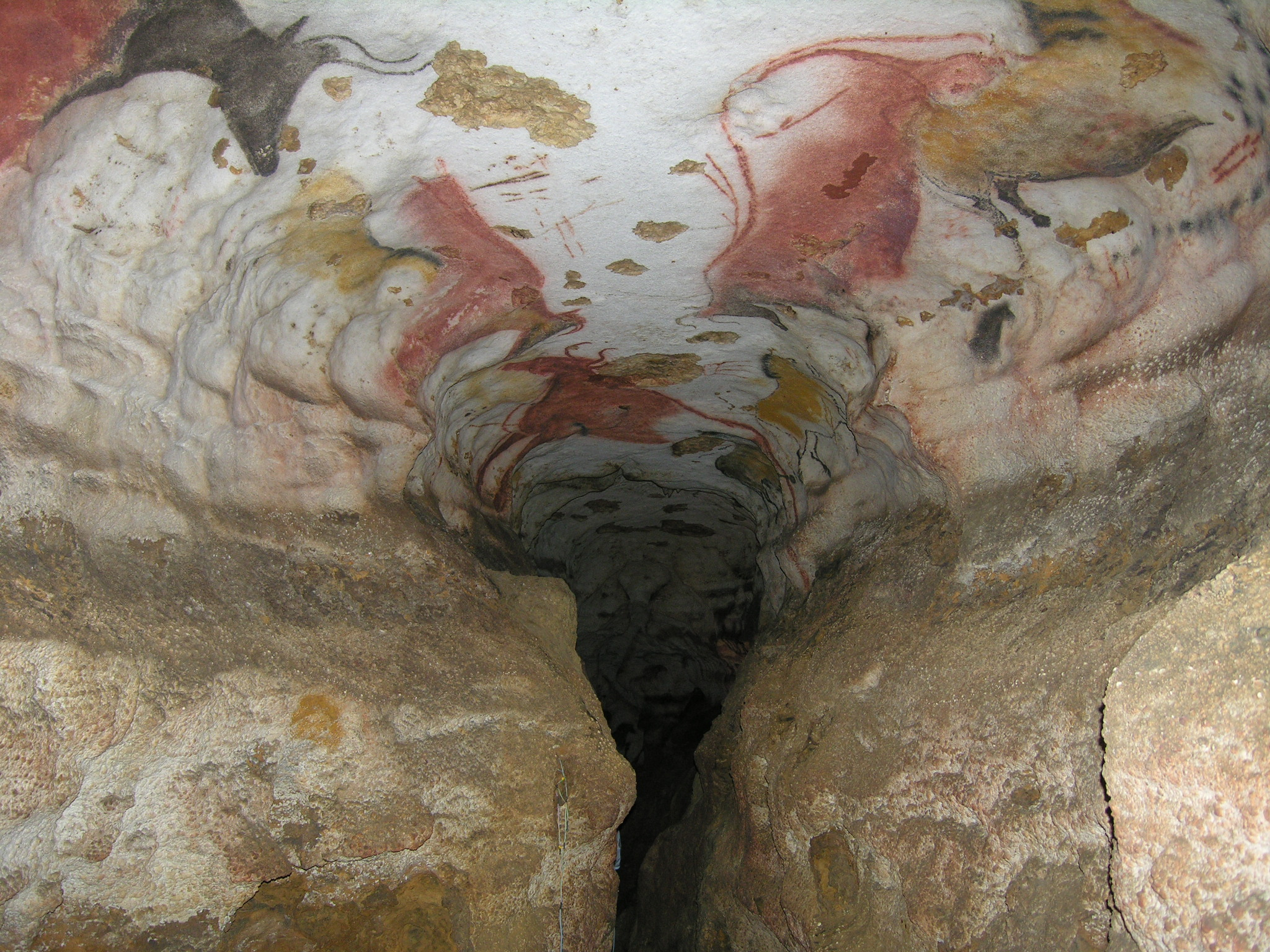
Sites préhistoriques de la vallée de la Vézère.

- Cloître de la Cathédrale de Bayonne
- Grotte de Pair-non-Pair
- Site gallo-romain de Sanxay
- Sites préhistoriques de la vallée de la Vézère
- Tour Pey-Berland à Bordeaux
- Tours de La Rochelle : Tour de la Lanterne, tour Saint-Nicolas et tour de la Chaîne
- Villa gallo-romaine de Montcaret

Occitanie
- Abbaye de Beaulieu-en-Rouergue
- Château d'Assier
- Château de Castelnau-Bretenoux
- Château de Gramont
- Château de Montal

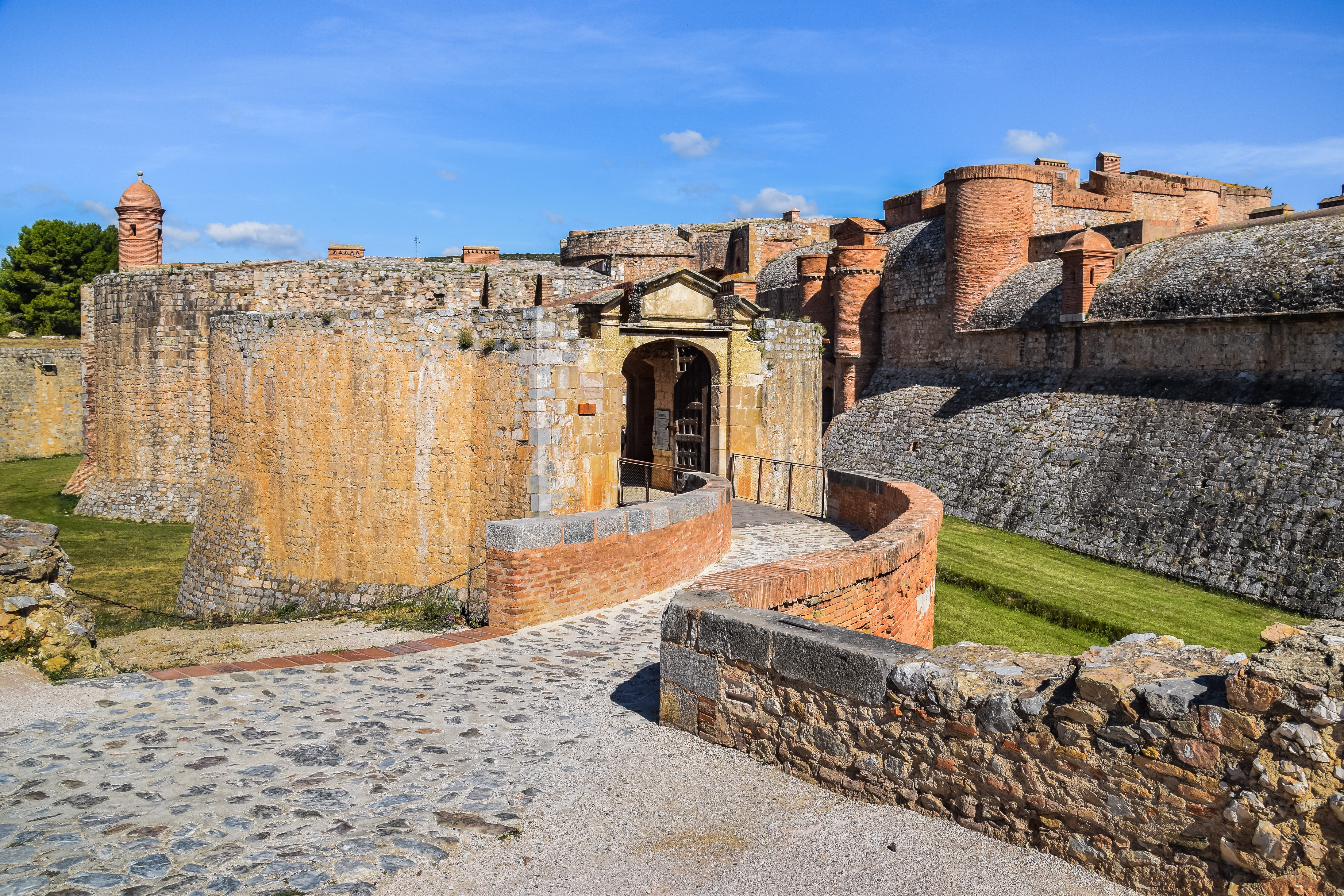
Forteresse de Salses

- Château et remparts de la cité de Carcassonne
- Fort Saint-André à Villeneuve-lez-Avignon
- Forteresse de Salses
- Oppidum et au musée archéologique d'Ensérune
- Site archéologique de Montmaurin
- Tour et remparts d'Aigues-Mortes

Pays de la Loire
- Château d'Angers
- Maison de Georges Clemenceau à Saint-Vincent-sur-Jard

Provence-Alpes-Côte d'Azur
- Abbaye de Montmajour
- Abbaye du Thoronet

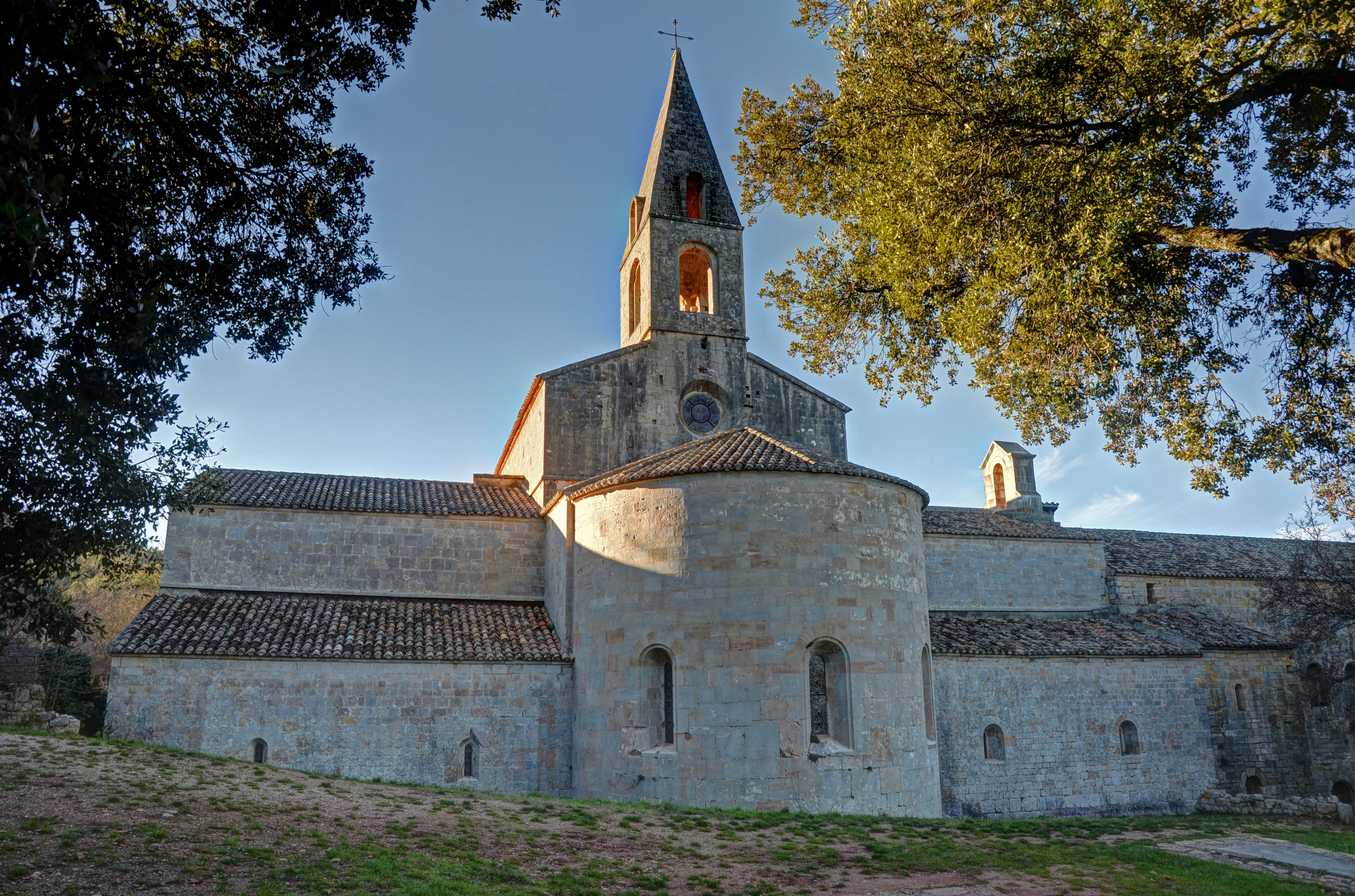
Abbaye du Thoronet.

- Cap Moderne, Eileen Gray et Le Corbusier au Cap Martin
- Château d'If
- Château de Tarascon (jusqu'en 2008)
- Cloître de la cathédrale de Fréjus
- Fort de Brégançon (de 2014 à 2018)
- Hôtel de Sade à Saint-Rémy-de-Provence
- Monastère de Saorge
- Place forte de Mont-Dauphin
- Site archéologique de Glanum
- Trophée d'Auguste à La Turbie
- Villa Kérylos